# Sistema dualistico
Il sistema dualistico (in inglese two-tier system) è un sistema di amministrazione e controllo delle società per azioni e delle altre società la cui disciplina è modellata su quella delle società per azioni, caratterizzato dalla presenza di due distinti organi collegiali: il consiglio di sorveglianza (supervisory board), eletto dall'assemblea dei soci, e il consiglio di gestione (management board), eletto dal consiglio di sorveglianza. Si contrappone al sistema monistico (one-tier system) nel quale, in luogo dei predetti, vi è un solo organo collegiale, il consiglio di amministrazione, eletto dall'assemblea.
Alcuni autori denominano quello appena descritto sistema dualistico verticale, per distinguerlo da quello che, invece, denominano sistema dualistico orizzontale, caratterizzato dalla presenza, accanto al consiglio di amministrazione, di un organo di vigilanza parimenti eletto dall'assemblea, come il collegio sindacale italiano, e noto in Italia come sistema tradizionale. Nel seguito, comunque, si farà riferimento solo al primo.

## Ordinamento italiano
Nell'ordinamento italiano la disciplina di questo modello si costituisce di norme specifiche (artt. 2409 octies e ss. c.c.), di rinvii espressi alla disciplina del modello tradizionale e delle norme di chiusura degli artt. 2380 c.c. e 223 septies disp. att. c.c. In questa sede si tratteranno le principali differenze col modello tradizionale al quale si rinvia.
Il sistema dualistico introduce nel diritto societario italiano la pratica della cogestione, nata e particolarmente diffusa in Germania.

### Consiglio di sorveglianza
Il consiglio di sorveglianza è l'organo centrale del modello dualistico. Viene eletto dall'assemblea e dura in carica tre anni. I membri devono essere almeno tre, sono rieleggibili e possono essere revocati, anche senza giusta causa (salvo risarcimento del danno) purché si raggiunga una maggioranza pari ad 1/5 del capitale sociale, diversamente da quanto accade nel sistema tradizionale dove per la revoca dei sindaci è necessario un decreto del tribunale, sentito l'interessato. È un organo peculiare in quanto riunisce in sé delle competenze che nel modello tradizionale sono demandate all'assemblea ed alcune proprie del collegio sindacale. Rappresenta una soluzione efficace per creare una separazione tra organo gestorio e soci.
- Competenze dell'organo di controllo
  - Nomina e revoca gli amministratori, ossia i componenti del consiglio di gestione (che possono essere revocati anche senza giusta causa, salvo in questo caso il diritto al risarcimento del danno).
  - Approva il bilancio.
  - Promuove a maggioranza l'azione sociale di responsabilità nei confronti degli amministratori.
- l'art. 2409 terdecies, lett. c, rinvia all'art. 2403 contenente i doveri del collegio sindacale (vigilanza sul rispetto da parte degli amministratori di legge e statuto e sul rispetto dei principi di corretta amministrazione) e la lett. e consente l'esperibilità della denuncia di gravi irregolarità al tribunale ex art. 2409. Inoltre gli artt. 2380 e 223 septies (sopra cit.) estendono, ove compatibili, le norme dettate per il modello tradizionale in materia di collegio sindacale.

Per quanto riguarda l'approvazione del bilancio, la legge prevede la possibilità che in caso di mancata approvazione, o qualora un terzo dei membri del consiglio di gestione o di sorveglianza lo chiedano, la competenza per l'approvazione del bilancio sia demandata all'assemblea.

### Consiglio di gestione
Il consiglio di gestione ha l'esclusiva responsabilità della gestione e direzione dell'impresa e compie tutte le operazioni necessarie per l'attuazione dell'oggetto sociale (art. 2409 novies c. 1 c.c.).
Il consiglio di gestione è composto da almeno 2 membri, anche non soci (art. 2409 novies c. 2 c.c.). Non può assumere la carica chi è membro del consiglio di sorveglianza (art. 2409 novies c. 4 c.c.). I primi componenti del consiglio di gestione vengono nominati nell'atto costitutivo. Durante la vita della società, invece, i consiglieri sono nominati (art. 2409 novies c. 3 c.c.):
- dal consiglio di sorveglianza previa la determinazione del loro numero, nei limiti stabiliti dallo statuto;
- dallo Stato o da un ente pubblico, nei casi previsti dalla legge o dall'atto costitutivo.

Lo statuto può inoltre riservare ai possessori di strumenti finanziari partecipativi, la nomina di un componente indipendente del consiglio di gestione, indicando le modalità di tale nomina.
Salva diversa disposizione dello statuto essi sono rieleggibili (art. 2409 novies c. 5 c.c.).
I consiglieri di gestione restano in carica per un periodo non superiore a 3 esercizi, con scadenza alla data della riunione del consiglio di sorveglianza convocato per l'approvazione del bilancio del terzo esercizio (art. 2409 novies c. 4 c.c.).
Se nel corso dell'esercizio vengono a mancare uno o più componenti del consiglio di gestione, il consiglio di sorveglianza provvede senza indugio alla loro sostituzione (art. 2409 novies c. 6 c.c.).
I componenti del consiglio di gestione sono revocabili in qualunque tempo con delibera del consiglio di sorveglianza, anche se nominati nell'atto costitutivo. I componenti nominati dallo Stato o da enti pubblici sono invece revocabili solo dagli enti che li hanno nominati.
In assenza di una giusta causa di revoca, spetta al consigliere revocato il risarcimento del danno. In presenza di una giusta causa, invece, il consiglio di sorveglianza può promuovere l'azione sociale di responsabilità per il risarcimento dei danni prodotti.